# オーガスティン・オコチャ
オーガスティン・オコチャ（Augustine Okocha, 1973年8月14日 - ）は、ナイジェリア・エヌグ出身の元同国代表サッカー選手。ポジションはミッドフィールダー。
ニックネームはジェイジェイ（Jay-Jay）。元ナイジェリア代表の中心選手。高速ドリブルと変幻自在のトリックプレーで相手ディフェンダーを圧倒する。またプレースキックと強烈なミドルシュートも武器としている。PSGにて1年間、加入したロナウジーニョとプレー。
甥にフラムFCでプレーしているアレックス・イウォビを持つ。

## 経歴
1990年に地元エヌグのレンジャース・インターナショナルにてデビューすると、1991年にボルシア・ノインキルヘンに移籍。1993年にナイジェリア代表デビューを飾った。同年にアイントラハト・フランクフルトに移籍し、カールスルーエSC戦でのゴールは年間最優秀ゴール賞を獲得。この後4年間で通算18ゴールを記録する。ワールドカップには1994年、1998年、 2002年に出場。
1996年アトランタオリンピックにも出場して金メダルを獲得。
2004年にはFIFA 100にも選出された。
2006年ナイジェリア代表を引退。
2008年にハル・シティAFCで現役を引退した。

## 代表歴

### 出場大会
- ナイジェリア代表
  - 1994 FIFAワールドカップ
  - 1998 FIFAワールドカップ
  - 2002 FIFAワールドカップ

### 試合数
- 国際Aマッチ 73試合 14得点（1993年-2006年）[2][1]

| ナイジェリア代表 | 国際Aマッチ | 国際Aマッチ |
| 年               | 出場        | 得点        |
| ---------------- | ----------- | ----------- |
| 1993             | 3           | 1           |
| 1994             | 11          | 0           |
| 1995             | 5           | 1           |
| 1996             | 1           | 0           |
| 1997             | 5           | 0           |
| 1998             | 5           | 0           |
| 1999             | 1           | 0           |
| 2000             | 7           | 4           |
| 2001             | 8           | 1           |
| 2002             | 12          | 1           |
| 2003             | 3           | 1           |
| 2004             | 8           | 4           |
| 2005             | 2           | 1           |
| 2006             | 2           | 0           |
| 通算             | 73          | 14          |